# Dachsenhausen
Dachsenhausen es un municipio situado en el distrito de Rin-Lahn, en el estado federado de Renania-Palatinado (Alemania). Tiene una población estimada, a fines de 2021, de 972 habitantes.
Está ubicado al este del estado, cerca de los ríos Lahn y Rin, y de la frontera con el estado de Hesse.

## }Enlaces externos
- Wikimedia Commons alberga una categoría multimedia sobre Dachsenhausen.

- Datos: Q566970
- Multimedia: Dachsenhausen / Q566970